# 斐濟水
斐濟水（英語：FIJI Water）是一個源自斐濟群島的瓶裝水品牌，水的來源地是維提島上的Nakauvadra山的地下水。
公司於1996年成立，直至1997年尾，開始托運到美國發售。品牌現提供330毫升、0.5公升、1公升以及1.5公升的包裝出售。公司總部位於美國加利福尼亞州洛杉磯。
斐濟水品牌的礦泉水由太平洋往來的信風淨化。而且取水的地點位於Viti Levu 山谷，受到當地火山岩層覆蓋，是經火山岩過濾的天然雨水。亦由於斐濟群島遠離已發展國家，故此該泉水無水源污染和人造成份。其宣傳標語是「世界最好的水」（Earth's finest water）。

## 外部連結
- 官方网站